# Observatório de Marselha
O Observatório de Marselha (Observatoire de Marseille ou Laboratoire d'Astrophysique de Marseille) é um observatório astronômico operado pela Universidade de Aix-Marselha e pelo CNRS. Ele está localizado em Marselha, França. Em sua primeira versão, foi o local da descoberta de um grupo de galáxias conhecidas como Quinteto de Stephan ou Hickson 92, descoberto por Édouard Stephan em 1877.

## Diretores
- Antoine Laval 1702-1728
- Esprit Pezenas 1729-1763
- Saint-Jacques de Silvabelle 1763-1801
- Jacques-Joseph Thulis 1801-1810
- Jean-Jacques Blanpain 1810-1821
- Jean-Félix Adolphe Gambart 1821-1836
- Benjamin Valz 1836-1860
- Édouard Stephan 1866-1907
- Henry Bourget 1907-1921
- Henri Buisson (diretor interino) 1921-1923
- Jean Bosler 1923-1948
- Charles Fehrenbach 1948-1971